# Витор Баия
Витор Мануел Мартинс Баия (на португалски език - Vítor Manuel Martins Baía) е бивш португалски футболист, вратар, бивш национален състезател на Португалия. Понастоящем е директор в тима на ФК Порто.

## Кариера
Кариерата му е основно свързана с португалския тим ФК Порто, за който той започва да играе още в тийнейджърските си години, но също така е познат като страж на ФК Барселона, където играе в средата на 90-те години на ХХ век.
Баия е на вратата на националния отбор на Португалия в две европейски първенства, както и на Световната купа 2002 г. в Япония и Южна Корея.